# Друденхаус
Друденхаус (нем. Drudenhaus — «дом ночных духов») — специальная тюрьма для людей, обвиняемых в колдовстве в немецком городе Бамберге. Построена в 1627 году по приказу бамбергского князя-епископа Иоганна Георга Фукса фон Дорнхейма и закрыта в 1632 году. Сама концепция Друденхауса принадлежала викарному епископу Фридриху Фёрнеру, поборнику охоты на ведьм.
Тюрьма была рассчитана на 30 человек и носила несколько других названий: Malefizhaus, Trudenhaus, Hexenhaus, Hexengefängnis.

## История
Бамбергский Друденхаус не был уникальным: меньшие друденхаусы того же типа были построены также в Цайле-на-Майне, Хальштадте и Кронахе, но он был самым большим и самым известным. Тюрьма была построена во время судебных процессов над бамбергскими ведьмами, которые начались в 1626 году, и использовалась до их окончания.
Согласно «Каталогу», в апреле 1631 года, в тюрьме были заключены 20 человек.
За всё время охоты на ведьм около 300 жителей Бамберга и 900 человек в Хохштифте были казнены на костре. В том числе были казнены известные личности, такие как мэр Иоганн Юний, епископский канцлер доктор Георг Хаан, который критиковал судебные процессы, и Доротея Флок.
Во время Тридцатилетней войны, 11 февраля 1632 года, когда шведская армия направилась к Бамбергу, князь-епископ велел закрыть тюрьму. Последние десять заключенных в тюрьму «ведьм» были освобождены, но при одном условии: они должны были поклясться, что не испытывали жестокого обращения и не подвергались пыткам.
Само здание было снесено в 1635 году. В 1654 году камни были использованы при строительстве монастыря Капуцинов.

## Устройство и расположение
Друденхаус находился между Хеллер-штрассе и сегодняшней Франц-Людвиг-штрассе, около дома номер 7, где сейчас находится аптека. Допросная, именуемая зданием «Тщательных допросов», располагалась на месте современного строения по адресу Франц-Людвиг-Штрассе 10.

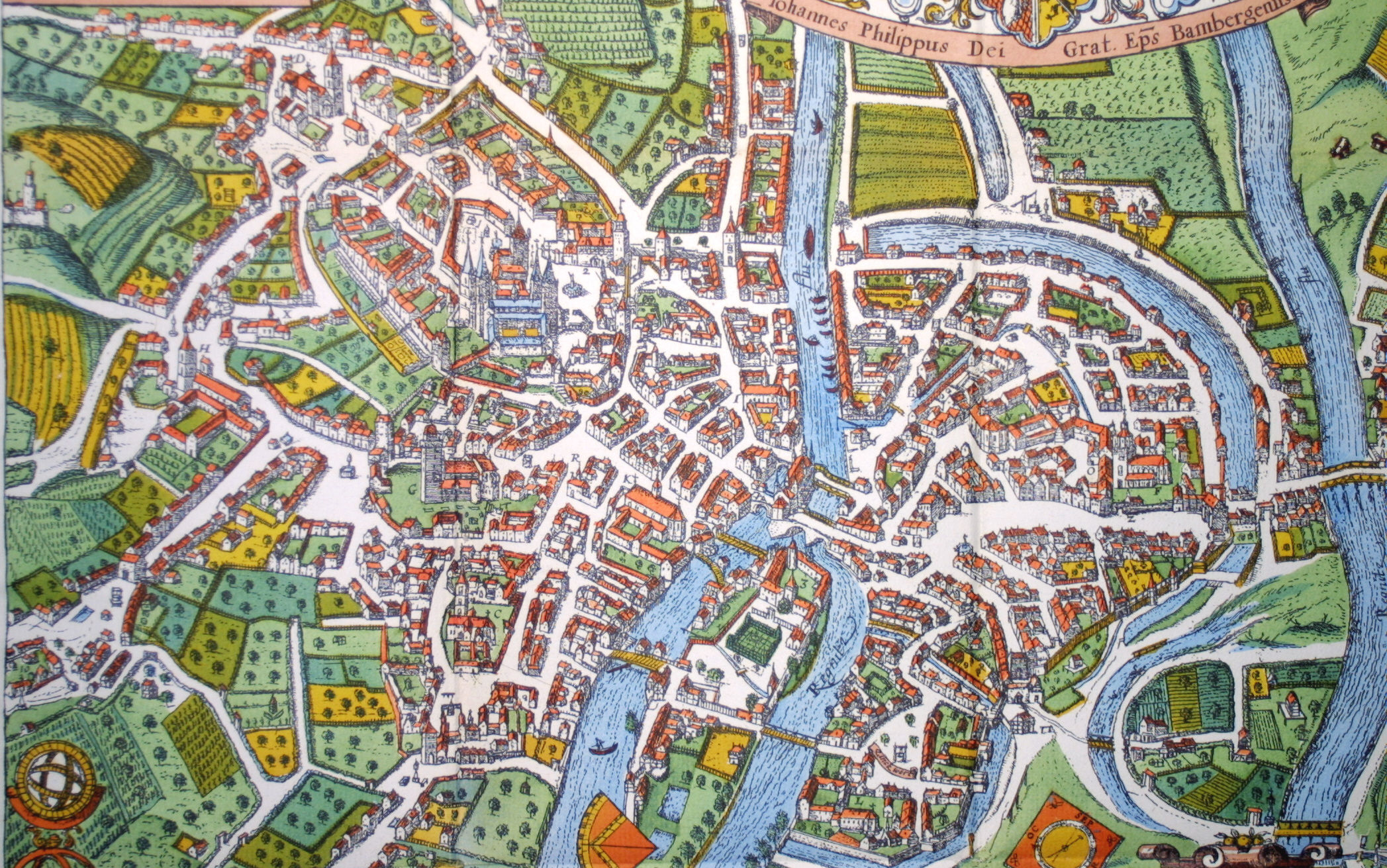
Карта Бамберга 1617 года

Тюрьма содержала 26 одиночных камер, а также две большие камеры для группового содержания. Надпись над входом гласила: «Discite justitiam moniti ET NON TEMNERE Divos» (из Энеиды Вергилия: «Пусть это будет напоминанием о том, чтобы научиться справедливости, а не игнорировать богов»).
Над ней находилась фигура Юстиции, а на уровне второго этажа на картушах слева и справа от статуэтки были выполнены две надписи (одна на латыни, а другая на немецком), со стихами из Третьей книги Царств (глава 9): «И о храме сем высоком всякий, проходящий мимо него, ужаснётся и свистнет, и скажет: „за что Господь поступил так с сею землёю и с сим храмом?“ И скажут: „за то, что они оставили Господа бога своего“».
Стены внутри здания были украшены цитатами из Библии.
Людей помещали в Друденхаус по обвинению в колдовстве, где и держали до самого приговора. Пытки применялись также и внутри тюрьмы.

## Упоминания в современной культуре
- Второй альбом французской симфоник-блэк-метал-группы Anorexia Nervosa, вышедший в 2000 году называется «Drudenhaus».
- Алекс Брандт, «Багровый молот». 1626 год, описывается противостояние канцлера Георга Хана и викария Фридриха Фёрнера, часто упоминается Друденхаус.
- Sabine Weigand, «Die Seelen im Feuer». Исторический роман о женщине-аптекаре, пытающейся сбежать из Бамберга в Амстердам в 1630-м году.
- Юрий Чучмай, «Ведьмы танцуют в огне». 1630-й год. Молодой охотник на ведьм спасает от жертвоприношения прекрасную девушку, за которой начинает охоту как ведьмовской ковен, так и святая инквизиция.
- Фильм «Die Seelen im Feuer» (2014) по книге Sabine Weigand. Некоторые сцены происходят внутри тюрьмы.